# 貞安圭
貞安圭（日语：さだやす圭，1949年12月7日—），日本男性漫画家，生于廣島縣三原市，代表作有《邪鬼播磨滩》（ああ播磨灘）与《问题小子孙六》（なんと孫六）等。

## 主要作品
- 問題小子孫六
- 邪鬼播磨灘（ああ播磨灘）
- 播磨灘外傳ISAO（ああ播磨灘外伝 ISAO）
- 膽大包天（ダニ）
- 企業啦啦隊（どうだ貫一）
- 熱血魔投辰（サンキュウ辰）
- 棒球少年雷光（雷光だ!）

## 得獎資料
- 1985年　第9回講談社漫畫賞 - 

## 外部連結
- （日語）[永久]